# UMag
uMag war eine monatliche Zeitschrift, die sich an 20- bis 39-Jährige kultur- und internetaffine Großstädter richtete und als Independent-Titel gilt. uMag erschien seit November 2004 zunächst als u_magazine.

## Geschichte
Ab März 2006 wurde das Magazin unter dem Titel uMag für zunächst 1,50 Euro verkauft. Das Layout der 124 Seiten umfassenden Zeitschrift wurde schlichter gestaltet und sollte sich so von ähnlichen Zeitschriften, wie Neon, Blond oder IQ, abheben. Inhalte wurden in die drei Rubriken köpfe, sampler und auf den punkt eingeteilt. Diese umfassten u. a. Interviews, Empfehlungen von CDs und Filmen, Kauftipps, Fotostrecken sowie Beiträge zu Themen wie Beziehungen.
Im April 2007 erfolgte ein weiterer Relaunch, bei welchem u. a. das Layout und das Cover überarbeitet wurde. Weiterhin wurde sich mit dem Thema Erderwärmung beschäftigt. Anfang 2010 überarbeitete der bunkverlag gemeinsam mit der Kreativagentur Jung von Matt/Elbe das Heftkonzept optisch, haptisch und inhaltlich. Die erste Ausgabe nach dem Relaunch erschien Mitte Februar 2010. Die Zeitschrift hatte einen Umfang von 84 Seiten und wurde im September 2014 eingestellt.

## Sonstiges
Zu den regelmäßigen Autoren gehörte der deutsch-bosnische Schriftsteller Saša Stanišić mit einer monatlichen Kolumne.
2008 erhielt uMag einen LeadAward (Kategorie: Porträtfotografie) in Silber für die Fotostrecke „Nichts als Gespenster“ der Kölner Fotografin Ira Vinokurova, die in der Maiausgabe 2007 abgedruckt worden war.